# Viktoria Mirochnitchenko
Viktoria Mirochnitchenko (en russe : Виктория Алексеевна Мирошниченко, née le 17 mai 1994 à Irkoutsk) est une actrice russe de cinéma et de théâtre. Elle est surtout connue pour son rôle dans le film réalisé par Kantemir Balagov Une grande fille (en russe : Дылда, Dylda). Elle est nommée au prix du cinéma européen dans la catégorie Meilleure actrice,.

## Biographie
Née à Irkoutsk le 17 mai 1994, Viktoria Mirochnitchenko s'est intéressée très jeune à la danse et au dessin. Quand elle a choisi sa future profession, elle a hésité, puis a préféré celle d'actrice plutôt que celle d'architecte. 
Son premier rôle dans le film Une grande fille, celui d'Iya Sergueïevna, la girafe, la jeune femme blonde, lui a valu la popularité et la reconnaissance de la critique, des prix et des nominations.
En 2019, Mirochnitchenko est diplômée du département des arts du théâtre de l'Académie russe des arts du théâtre (atelier Evgueni Kamenkovitch (ru) et Dmitri Krymov (ru)),.  

## Filmographie
- 2019 : Une grande fille (Dylda) : Iya Sergueïevna, « la girafe », la jeune femme blonde.

## Récompenses et distinctions
- 18e cérémonie des Aigles d'or : prix du meilleur rôle féminin au cinéma[7]
- Lisbon & Estoril Film Festival : prix spécial du jury pour sa contribution artistique (avec Vassilissa Perelyguina)
- IX Festival du cinéma de Sakhaline Kraï sveta (Le Bout du monde) : prix du meilleur rôle féminin (avec Vassilissa Perelyguina)
- Festival du film de Turin : prix de la meilleure actrice (avec Vassilissa Perelyguina[8])
- 33e cérémonie des Nika : meilleure actrice pour Une grande fille